# Бру (Есон)
Бру (фр. Brouy) насеље је и општина у Француској у региону Париски регион, у департману Есон која припада префектури Етан.
По подацима из 2011. године у општини је живело 128 становника, а густина насељености је износила 15,26 становника/km². Општина се простире на површини од 8,39 km². Налази се на средњој надморској висини од 126 метара (максималној 147 m, а минималној 114 m).

## Демографија
| 1962. | 1968. | 1975. | 1982. | 1990. | 1999. | 2011. |
| ----- | ----- | ----- | ----- | ----- | ----- | ----- |
| 85    | 110   | 104   | 107   | 116   | 112   | 128   |

График промене броја становника у току последњих година